# Mp3spy
mp3spy（エムピースリースパイ）は、ロシア国内で運営されている、音楽ダウンロードサイト。

## 概要
ALLOFMP3.com などと競合。世界的にはiTunesとも競合する。ビットレートは192Kと320Kbpsの2種類がある。過去には、ALLOFMP3やiTunesといった他のダウンロードサイトと同様に、曲単位での購入がメインだったが、後に1日＄1ダウンロードし放題のプラン（Priceless Plan）を発表。同種サービスのなかでも、異端的存在となり、一部の洋楽マニアの注目を浴びる。
その後、多方面からの圧力や、クレジットカード会社からのデポジット利用の締め出しが行われ、2007年6月のサーバ停止を噂されるも、新たなサービス(Heat Plan）の発表により人気の継続と隠れたファンの拡大を産んでいる。

## 主な特徴・サービス内容

### プラン
2007年6月以前　以下のプランから選択可
・Basic Plan・
1曲あたり　＄0.1～＄0.2　　ビットレート 192kbps：320kbps（選択可）
・Priceless Plan・
1日あたり＄1.0にてダウンロードし放題　　ビットレート192kbps：320kbps（選択可）
1度に30曲までBasketに移動し、その分ずつダウンロード可能。
2007年6月以降　以下のプランから選択
・Basic Plan
1曲あたり　＄0.15～＄0.22　ビットレート 192kbps：320kbps（選択可）
・Heat Plan・
3か月間、＄5にてダウンロードし放題　　ビットレート192kbpsのみ。
1度にBasketに移動できる曲数が25曲までに制限。その分ずつダウンロード可能。
MP3SPY側のメッセージとして、“Акция: Жара — лето в подарок При подключении тарифа — 3 месяца доступа в подарок!”
（The heat in summer as a gift When you connect fee 3 months access to the gift!）という“夏の贈り物”ということらしい。